# Michael Somare
Sir

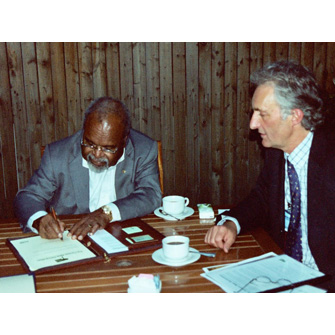
Sir Michael Somare undertecknar Forests Now-deklarationen.

Michael Somare, född 9 april 1936 i Rabaul, död 26 februari 2021 i Port Moresby, var premiärminister i Papua Nya Guinea 1975–11 mars 1980, 2 augusti 1982–21 november 1985, 5 augusti 2002–13 december 2010 samt från 17 januari till 4 april 2011.